# Frohmuhl
 Frohmuhl (en alsacià Frohmíl) és un municipi francès, situat a la regió del Gran Est, al departament del Baix Rin. L'any 1999 tenia 208 habitants. Limita amb Puberg i Hinsbourg a l'est, Struth i Tieffenbach al sud-oest i Weislingen al nord-oest.
Forma part del cantó d'Ingwiller, del districte de Saverne i de la Comunitat de comunes de Hanau-La Petite Pierre.

## Demografia
| 1962 | 1968 | 1975 | 1982 | 1990 | 1999 |
| ---- | ---- | ---- | ---- | ---- | ---- |
| 240  | 241  | 206  | 199  | 200  | 208  |

## Administració
| Període   | Identitat   | Partit |
| --------- | ----------- | ------ |
| 2001-2008 | Gaston Dann | UMP    |